# Yandex.Map editor
 (mars 2019).
Yandex.Map editor est un service web de Yandex permettant de modifier les cartes Yandex.Maps, créé en avril 2010.

## Interface
Après création d'un compte, n'importe quel internaute peut effectuer des changements qui seront validés par des modérateurs. Un forum consacré au service est disponible servant aussi à transmettre les annonces du service ainsi que les mises à jour.

## L'édition

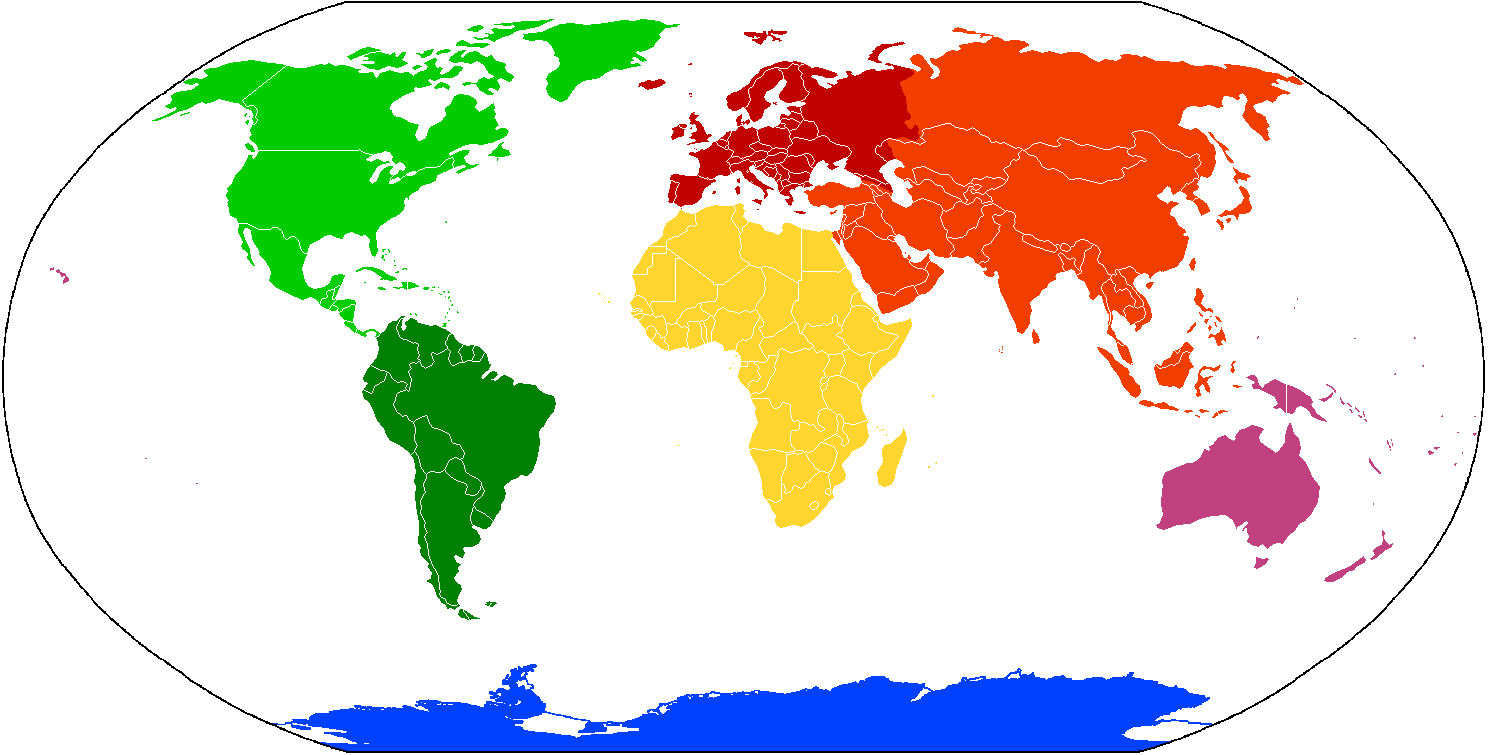
Continents de différentes couleurs, publiés sur Yandex.Maps.

La carte peut être modifiée par n'importe quel utilisateur enregistré sur le service Yandex. Toutes les modifications sont modérées, et apparaissent ensuite sur Yandex.Maps.
L'édition de la carte est très simple et ne nécessite que l'utilisation d'un éditeur web. Sur l'image satellite, on peut dessiner des bâtiments, des villages, des forêts, des cours d'eau. Les utilisateurs peuvent aussi dessiner des routes et ajouter des rivières.